# Казале-ди-Скодозия
Казале-ди-Скодозия (итал. Casale di Scodosia) — коммуна в Италии, располагается в провинции Падуя области Венеция.
Население составляет 4798 человек, плотность населения составляет 228 чел./км². Занимает площадь 21 км². Почтовый индекс — 35040. Телефонный код — 0429.
Покровителем коммуны почитается святой Георгий, празднование 23 апреля.

## Климат
Климат континентальный с прохладной зимой и жарким летом. Из-за низкого расположения относительно уровня моря, а также высокой влажности воздуха в осенне-зимний период часто образуется туман.

## История

### Происхождение коммуны
История коммуны Казале-ди-Скодозия уходит корнями глубоко в историю. Коммуна берёт начало в доисторические времена и играла не последнюю роль в Римской Империи, что подтверждается обнаруженным на территории современной Казале-ди-Скодозия алтарём, посвященным богу Юпитеру из древнеримской мифологии. Кроме того, недалеко от Казале-ди-Скодозия и сейчас можно увидеть остатки крепостной стены, в прошлом явно использовавшейся для обороны.

### Символы
На гербе коммуны на красном фоне изображен перевернутый серебряный рог изобилия, наполненный фруктами и злаками, а над ним — две шестиугольных золотых звезды. Колосья, обрамляющие герб — это две основные сельскохозяйственные культуры, выращиваемые в регионе, а красно-зелёная лента, которой они перевязаны демонстрирует официальные цвета коммуны.

### Происхождение названия
Термин «Скодозия» возник после вторжения на данную территорию Лангобардов во второй половине тысячелетия. Они разорили и полностью разрушили весь регион: крупные поселения (находившиеся на территории современных одноимённых городов) Монтаньяна, Монселиче, Эсте и центр региона Падова были полностью разрушены, а вместе с ними и вся близлежащая территория. Падуйский епископ был вынужден бежать из города и скрываться в Маламокко, недалеко от Венеции, а его территория отошла под влияние Веронской епархии. Управление регионом с этого момента стало осуществляться из Монселиче, который ломбарды сделали центром завоеванной территории в южной части области Венеция.
Название «Скулдазия», позже трансформированное в «Скодозия» — это название вновь созданной ломбардами военно-административной единицы, включающей в себя территорию Казале, Монтаньяны, часть Эсте и другие близлежащие районы, оккупированные ломбардами. «Casale» на старо-итальянском означает «хутор», таким образом, «Казале-ди-Скодозия» дословно переводится как «Хутор Скодозии» или «Скодозский хутор».
Об истории Казале известно очень мало, так как в целом очень мало информации осталось о тех далеких и темных временах: временах нашествий, чумы и различных эпидемий. Продолжительное развитие общины позволяет ей в 1099 г оказывать значительное влияние на соседние церкви Сан Сальваро и Урбана, которые имеют высокое значение для монтаньянской церкви.
В течение 1200-х и 1300-х годов Казале переживает события, затронувшие всю территорию между регионами Адиже и Фрассине: войны, разгромы и эпидемии. Когда в 1405 г в Венецианской республике свергается каррарское господство, территория Монтаньяны и всех близлежащих округов, включая Казале, начинает восстанавливаться, а после — процветать, благодаря развитию сельского хозяйства и плодородности земель.
В 1587 г коммуна Казале-ди-Скодозия становится частью сообщества Монтаньяны, к которому до этого уже присоединились Салетто, Мелиалино и Мерлара.

## Администрация
Мэром коммуны с 8 июня 2009 года является Ренато Моденезе (Renato Modenese).
Члены совета городского управления:
Фабио Крема (вице-мэр), Кристиано Пернекеле (ремесленная деятельность и производство), Марчелло Маркиоро (мероприятия и ассоциации), Чинция Россо (образование и культура), Симоне Мамбрин (строительство, градостроительство и общественные работы), Лаура Каселло (социальная деятельность и молодёжная политика), Джианни Карлассара, Маттео Галетто, Руди Андретто, Дамиано Пернекеле, Девиди Марсотто, Антонио Ветторелло, Ванна Арнесе, Паоло Гиотто, Маргерита Морелло, Клаудио Портичи

## Демографические показатели
Данные переписи населения Казале-ди-Скодозия 2001 г. Источник: Istat

## Экономика
Коммуна Казале-ди-Скодозия известна как «край мебели и антиквариата». Местные мастера и ремесленники издревле занимались обработкой дерева и изготовлением мебели в классическом Венецианском стиле. Многие семьи имеют собственное производство: одни держат небольшой деревообрабатывающий цех или мастерскую по росписи дерева, другие развили семейное дело до размеров фабрики. Многие местные фабрики известны по всему миру.
По данным Торговой палаты промышленности, народных промыслов и сельского хозяйства Италии на 2007 г в коммуне насчитывается 272 компании.
В мебельном производстве и взаимосвязанных отраслях занято около 2/3 населения коммуны. Остальные жители заняты в сельском хозяйстве, которое также хорошо развито, благодаря большому количеству пригодных для обработки земель и правильному расположению водных каналов для мелиорации.

### Наиболее крупные мебельные компании
Morello di Morello Fabio
Modenese Gastone Group
Bakokko
L’Antica Sedia Di Marsotto Sabrina

## Инфраструктура
В коммуне функционирует собственная библиотека, также имеется детский сад, начальная и средняя школы.
Также на территории коммуны находится муниципальный бассейн, футбольное, баскетбольное и теннисная площадки и спортивный зал.

## Ассоциации

### Туристические ассоциации
Pro Loco — местная туристическая ассоциация. Президент — Джанфранко Бижжин.

### Ассоциации культуры и отдыха
Carnevale del Veneto — ассоциация, посвященная ежегодному традиционному карнавалу в области Венеция. Президент — Винченцо Андриоло.
Coro Tre Cime — фольклорная группа. Президент — Франческо Ферин.
Palio dei 10 Comuni del Montagnanese — ассоциация исторической инсценировки традиционного средневекового события «Palio», которое представляет собой рыцарские скачки и в котором участвуют 10 коммун района Монтаньезе, включая Казале-ди-Скодозия. Президент — Эудженио Ортолан.
Francesco Cogato — национальная ассоциация стрелков. Президент Нелло Пернекеле.

### Спортивные ассоциации
Centro Sportivo Parrocchiale San Giorgio. Президент — Маурицио Налин
U.S. Calcio Casale — любительское спортивное общество (футбол). Президент — Джиованни Мантоан
Club Samurai Casale di Scodosia. Президент — Лютацио де Тони
Gruppo Giovani Casalesi H.C. Casale. Президент — Марика Крема.
A.S.D. Casale Bikes Accademia del Ciclismo — велосипедный клуб. Президент — Джоржио Николи
Arcieri della Sculdascia — клуб стрельбы из лука. Президент — Джулиано Налини.

## Известные жители
Гастоне Моденезе (Gastone Modenese) — основатель известной во многих странах фабрики Modenese Gastone, являющейся наиболее крупной в регионе и одной из ведущих в мире среди производителей классической и современной мебели класса «люкс» в стилях барокко и рококо. Гастоне Моденезе родился в 1924 в Казале-ди-Скодозия. Вся семья Моденезе занята на фабрике. Представители компании Modenese Gastone говорят, что основной ценностью фирмы является преемственность поколений и хранение традиций: на данный момент владельцами компании являются сыновья и внук Гастоне, а сам синьор Гастоне контролирует положение дел, ежедневно навещая своих работников. Гастоне Моденезе скончался 20 октября 2021 года на 97 году жизни.

## События

### Карнавал
Ежегодно в дни всемирно известного Венецианского карнавала коммуна Казале-ди-Скодозия проводит и свой собственный карнавал, не менее яркий, громкий и веселый : по центральным улицам проходят ряды переодетых людей, артистов, а также главный предмет праздника: огромные самодельные повозки, украшенные в рамках определенной тематики.